# Torre de Comunicacions de Montjuïc
La torre de comunicacions de Montjuïc, coneguda popularment com a torre Calatrava, és obra de l'arquitecte i enginyer valencià Santiago Calatrava, i va ser construïda entre 1989 i 1992 a l'Anella Olímpica de Montjuïc a Barcelona (Catalunya) amb motiu dels jocs Olímpics del 92. La promotora de la construcció de la torre va ser l'empresa Telefónica, i per això també ha estat denominada torre Telefónica.
Aquesta torre d'acer de 136 metres d'alçada té un disseny innovador respecte a la majoria de torres de comunicació, amb una forma estructural que no es basa en un tronc vertical sinó que té una silueta que recorda el cos d'un atleta ajupint-se per recollir una medalla. Té la base recoberta de trencadís en clara referència a una de les característiques constructives de Gaudí i el seu col·laborador Jujol.
La mateixa orientació de la torre fa que actuï com a rellotge de sol en projectar-se l'ombra de l'agulla central sobre la plaça d'Europa.
A més, presenta la novetat tècnica d'incloure una plataforma circular amb els plats de transmissió de dades.